# 1936 في جمهورية أيرلندا
فيما يلي قوائم الأحداث التي وقعت خلال عام 1936 في جمهورية أيرلندا.

## سياسة

### تعيين في المنصب
- 3 يونيو – فرانك ايكن Minister for the Environment, Climate and Communications [الإنجليزية]‏.

### انتهاء فترة المنصب
- 11 نوفمبر – فرانك ايكن Minister for the Environment, Climate and Communications [الإنجليزية]‏.

## مواليد

### فبراير
- 21 فبراير – مايكل كينيدي سياسي أيرلندي.[1]

### أبريل
- 19 أبريل – شيموس باتيسون سياسي أيرلندي.

### مايو
- 8 مايو – مايكل أوليري سياسي أيرلندي.

### يوليو
- 5 يوليو – ألان كيلي لاعب ومدرب كرة قدم أيرلندي.
- 6 يوليو – ديف ألين[2]

## وفيات

### مارس
- 22 مارس – جون ماككينا (مواليد 1855) لاعب كرة قدم.[3]

### ديسمبر
- 1 ديسمبر – هيو كينيدي (مواليد 1879)